# Urbano Ripoll
Urbano Ripoll Rodríguez (Baranoa, Atlántico, 10 de diciembre de 1934-Bogotá, 4 de abril de 2024) fue un arquitecto e ingeniero civil colombiano.

## Biografía
Nació en Baranoa, Atlántico y desde su juventud se trasladó a Bogotá. Estudió arquitectura en la Universidad de los Andes, hizo su maestría de materiales de construcción en el Instituto Politécnico de Zurich, Suiza y realizó su especialización en Baum Centrum, Países Bajos donde fue el precursor de la carpintería de armar. 
Su carrera abarcó en madera estructural y con su firma desarrolló obras como la cúpula del Palacio de Justicia en 1996, participó en la restauración del techo del Museo Nacional en 1992. Colaboró con Víctor Bejarano y Alfredo de Brigard para la recuperación del antiguo Panóptico de Cundinamarca y la instalación de tecnología avanzada en iluminación y control climático.
Fue socio fundador de la firma PRS (Parma-Ripoll-Salmona), con la que participó en la construcción de diferentes íconos arquitectónicos como las Torres del Parque, el Museo de Arte Moderno y el Edificio Sabana. Falleció en Bogotá el 4 de abril de 2024 a la edad de 89 años.